# Teočak-Krstac
Teočak-Krstac – miasto w Bośni i Hercegowinie, w Federacji Bośni i Hercegowiny, w kantonie tuzlańskim, siedziba gminy Teočak. W 2011 roku liczyło 2763 mieszkańców, z czego większość stanowili Boszniacy.